# Aleksiej Flegontow
Aleksiej Kandijewicz Flegontow (ros. Алексей Кандиевич Флегонтов; ur. 4 marca?/16 marca 1888 we wsi Ołoczi w obwodzie zabajkalskim, zm. 11 marca 1943 w obwodzie mohylewskim) – jeden z dowódców radzieckiej partyzantki na Dalekim Wschodzie w okresie wojny domowej w Rosji.

## Życiorys
W 1905 został aresztowany, następnie skazany na zesłanie do obwodu zabajkalskiego, pracował jako nauczyciel, podczas I wojny światowej służył w rosyjskiej armii i skończył szkołę podoficerską. W 1917 był przewodniczącym Centralnego Biura Związków Zawodowych Chabarowska, w 1918 dowodził grupą wojsk Frontu Ussuryjskiego, w 1918–1919 prowadził działalność podziemną i dowodził oddziałem partyzanckim, w 1919 został członkiem partii komunistycznej. W 1920 dowodził pułkiem i następnie 2 Brygadą Piechoty, 30 lipca 1920 został dowódcą 1 Amurskiej Dywizji Piechoty Armii Ludowo-Rewolucyjnej Republiki Dalekowschodniej, a od 8 listopada 1920 do 1 lutego 1921 dowodził 4 Błagowieszczeńską Dywizją Piechoty Armii Ludowo-Rewolucyjnej Republiki Dalekowschodniej. Od 10 grudnia 1920 do 7 maja 1921 był przewodniczącym Nadamurskiego Obwodowego Biura RKP(b), od 17 czerwca 1921 dowódcą 5 Chabarowskiej Dywizji/Brygady Piechoty w 2 Armii Amurskiej, od 3 listopada 1921 członkiem Rady Wojennej Zabajkalskiego Okręgu Wojskowego, a od 19 listopada 1921 p.o. dowódcy wojsk tego okręgu. Od grudnia 1921 do maja 1922 dowodził oddziałami partyzanckimi rejonu nad Zatoką Amurską.
W okresie międzywojennym w latach 1922–1923 kierował urzędem celnym w Czycie, później był inspektorem celnym, a 1928–1930 przewodniczącym Komitetu Wykonawczego Chabarowskiej Rady Okręgowej, następnie studiował w Moskiewskiej Akademii Planowania. W 1932 został zastępcą przewodniczącego Komitetu Wykonawczego Dalekowschodniej Rady Krajowej, w 1933 był przewodniczącym Dalekowschodniego Krajowego Komitetu ds. Prasy, później pracownikiem gospodarki w Kijowie i Moskwie.
Podczas II wojny światowej był w latach 1941–1942 dowódcą oddziału partyzanckiego „Bojewoj” w obwodzie moskiewskim i smoleńskim, a od października 1942 dowódcą brygady partyzanckiej „Za Rodinu” w stopniu majora bezpieczeństwa państwowego. Zginął w walce w obwodzie mohylewskim.
W 1922 został odznaczony Orderem Czerwonego Sztandaru, a w 1942 Orderem Lenina.